# Мост Браила
Мост Браила (енгл. Brăila Bridge) ће бити висећи мост у Румунији, саграђен преко Дунава, између Браиле и реке у округу Тулча. Први ће бити мост преко поморског сектора Дунава и четврти мост преко румунског дела реке. Мост ће побољшати приступачност друмског саобраћаја на подручју Галаци—Браила до Констанца и Тулча, као и везу између Молдавије и Добруџа. Изградња је започета 2018. године, а крај се планира 2023.

## Технички подаци
Пројекат се састоји од изградње висећег моста од 1.974,30 m (6.477,4 ft) и дужине око 23 km (14 mi). Мост граде удружења Astaldi и IHI Corporation, по цени од 433 милиона евра.